# Hans Selmair
Hans Selmair (* 27. April 1936 in Wartenberg in Bayern; † 27. September 2022 ebenda) war ein deutscher Gastroenterologe.

## Leben

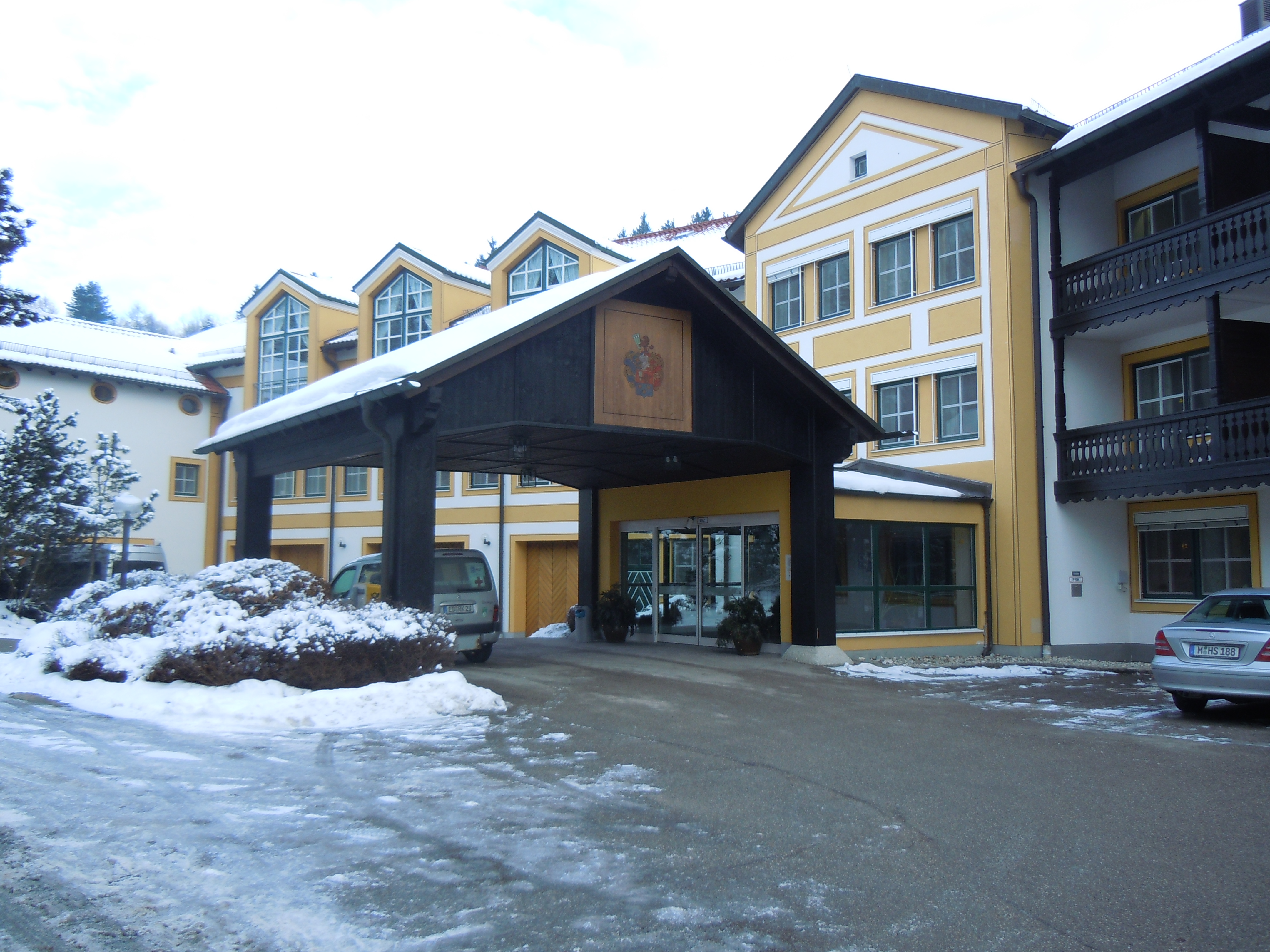
Klinik Wartenberg

Nach dem Studium der Medizin an der Ludwig-Maximilians-Universität München wurde Hans Selmair 1960 promoviert. Es folgten zwei Jahre als Medizinalassistent der Pathologie, Chirurgie und Frauenheilkunde. Die fachärztliche Ausbildung absolvierte Selmair am Klinikum in Kassel, zuletzt als Oberarzt in der Gastroenterologie bei Egmont Wildhirt mit Spezialisierung auf Leberkrankheiten. Er habilitierte sich 1975 an der Medizinischen Fakultät der TU München, wo er 1983 zum außerplanmäßigen Professor ernannt wurde.
1974 übernahm Selmair die Leitung des bereits von seinem Vorgänger Hans Selmair mit 100 Betten in drei Häusern als Privatkrankenanstalt für innere Leiden, besonders Kreislauf- und Erschöpfungszustände, betriebenen damaligen Sanatoriums Wartenberg in dritter Generation. Bis zu seinem Ausscheiden im Jahr 2005 leitete er die Rehabilitationseinrichtung für Akutgeriatrie, geriatrische Rehabilitation, Lebererkrankungen und Palliativmedizin. Als Vorsitzender des Stiftungsrates der Familienstiftung Klinik Wartenberg begleitete er noch 15 Jahre lang die Geschicke der Klinik.
Sein Onkel war der Schauspieler Tonio Selwart.

## Schaffen
Die Schwerpunkte der ärztlichen Tätigkeiten von Hans Selmair waren vielfältig. Mit der Übernahme der Leitung des Sanatoriums Wartenberg begann der Ausbau zu einer modernen geriatrischen Klinik mit heute circa 200 Betten und 300 Mitarbeitern. Daneben übte er über 25 Jahre eine Lehrtätigkeit an der Medizinischen Fakultät der TU München auf dem Fachgebiet der Leberkrankheiten aus. Neben ca. 120 Einzelpublikationen zu seinem Fachgebiet (u. a. gemeinsam mit Jürgen Ohlen und Michael Drescher) veröffentlichte er zuletzt zusammen mit Michael Peter Manns das Fachbuch Virushepatitis als Berufskrankheit. Ein Leitfaden zur Begutachtung. Selmair war über 15 Jahre als Hauptgutachter für die Berufsgenossenschaft Gesundheitsdienst und Wohlfahrtspflege tätig. Die Zeit in seinem Ruhestand hat er dem Schreiben einer Familienchronik und eines Kriminalromans gewidmet.

## Ehrungen, Auszeichnungen und Mitgliedschaften
27 Jahre war Hans Selmair Vorsitzender des Ärztlichen Kreisverbandes Erding. Der Verdienstorden der Bundesrepublik Deutschland (Verdienstkreuz am Bande) erhielt Hans Selmair 1996, die Ehrenbürgerschaft der Marktgemeinde Wartenberg wurde ihm 2006 verliehen. Er engagiert sich beim Lions Club Erding, dessen Gründungspräsident er 1979 war, für soziale Zwecke. Die Klinik Wartenberg beherbergt auf dem Klinikgelände einen Waldkindergarten der Gemeinde Wartenberg und baute in den letzten 10 Jahren 50 sozialverträgliche Wohnungen für Klinikpersonal und Bürger der Gemeinde Wartenberg.

## Veröffentlichungen
- Über die freien Aminosäuren in Harn und Punktatflüssigkeiten (Dissertation), München 1960.
- mit V. Ilic, K. Raddatz: Die Lebenserwartung der dekomponierten Leberzirrhose. In: Münchner medizinische Wochenschrift. Nr. 112, 1970, S. 1241.
- mit H. Ortmans, Egmont Wildhirt: Das primäre Lebercarcinom. Pathologische Anatomie – primäres Lebercarcinom und Leberzirrhose. In: Münchner medizinische Wochenschrift. Nr. 112, 1970, S. 1245.
- Klinik und Therapie der entzündlichen Lebererkrankungen. In: Therapiewoche. Nr. 30, 1980.
- mit Michael Drescher, Jürgen Ohlen, Gerhard Korb: Korrelation zwischen immunsuppressiver Therapie, klinischem Verlauf und dem Verteilungsmuster des HBS-Antigens im Lebergewebe. In: Acta medica Austriaca; Organ der Österreichischen und Wiener Gesellschaft für Innere Medizin, der Österreichischen Nuklearmedizinischen Gesellschaft, der Österreichischen Adipositas Gesellschaft und der Austro-Transplant. Nr. 8, 1981, S. 167.
- Virushepatitis und Folgekrankheiten als Berufskrankheit. In: Peter Eckert, H. Liehr (Hrsg.): Akutes und chronisches Leberversagen. Vorträge eines Symposions am Tegernsee 1978. Thieme, Stuttgart 1981, ISBN 3-13-601601-7, S. 166 ff.
- mit Jürgen Ohlen, Michael Drescher. In: Acta medica Austriaca; Organ der Österreichischen und Wiener Gesellschaft für Innere Medizin, der Österreichischen Nuklearmedizinischen Gesellschaft, der Österreichischen Adipositas Gesellschaft und der Austro-Transplant. Nr. 9, 1982, S. 127.
- mit Jürgen Ohlen: Entscheidungskriterien für eine immunsuppressive Therapie bei chronisch-aggressiven Verlaufsformen der Virushepatitis B. In: Wolfgang Dölle (Hrsg.): Die immunsuppressive Therapie der chronisch-aktiven Hepatitis. Springer Verlag, Berlin-Heidelberg, 1984, ISBN 978-3-540-13437-4, S. 26–29.
- mit Jürgen Ohlen: Resultate der immunsuppressiven Therapie der chronisch-aggressiven Hepatitis B. In: Wolfgang Dölle (Hrsg.): Die immunsuppressive Therapie der chronisch-aktiven Hepatitis. Springer Verlag, Berlin-Heidelberg, 1984, ISBN 978-3-540-13437-4, S. 30–32.
- Wert der Laparoskopie bei chronischer Hepatitis. In: Fortschritte der gastroenterologischen Endoskopie. Nr. 19, 1990, S. 94.
- mit Michael P. Manns: Virushepatitis als Berufskrankheit: ein Leitfaden zur Begutachtung, 3., erw. und aktualisierte Aufl., Landsberg 2007, ISBN 978-3-609-16198-3.
- Begutachtung des Leberkranken in: Gastroenterologie: Das Referenzwerk für Klinik und Praxis. Band 2: Leber, Galle, Pankreas, Stuttgart 2007, ISBN 978-3-13-141201-0.
- Von der Heilquelle zur Klinik Wartenberg: Die Geschichte einer Ärztedynastie, Norderstedt 2012, ISBN 978-3-8482-2522-4.
- Geheimagent Jack O. Dave: Ein Emigrant im Dienste der Alliierten, Norderstedt 2014, ISBN 978-3-7357-1837-2